# 奥尔霍尔姆站
奥尔霍尔姆站（丹麦语：Ålholm Station）丹麦国家铁路下属的哥本哈根市郊铁路系统中的一座车站，位于丹麦哥本哈根市瓦尔比区。仅有哥本哈根环线铁路一条铁路线路经过。2005年1月8日启用。

## 外部連結
- 丹麦国家铁路官网对本站的介绍 （页面存档备份，存于）（丹麦文）